# BM Bera Bera

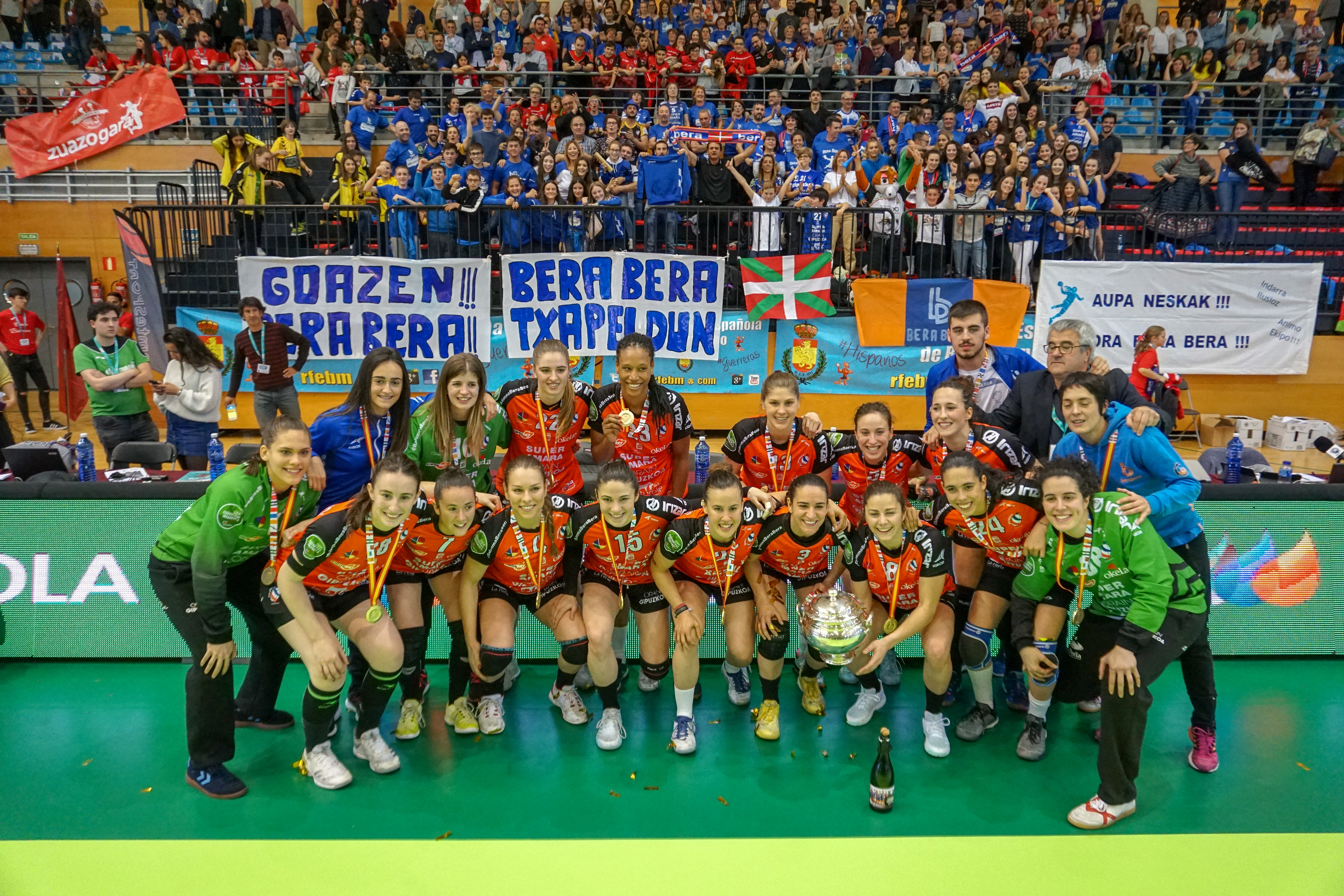
BM Bera Beras damlag, 2019.

Balonmano Bera Bera (BM Bera Bera) är en spansk handbollsklubb från San Sebastián i Baskien, bildad 1983 som Sociedad Cultural Recreativa Deportiva Bidebieta (även kallad Corteblanco Bidebieta). Klubbens damlag har spelat i den högsta ligan, División de Honor femenina, sedan 1989. Sedan 1998 utgör klubben handbollssektionen av rugbyklubben Bera Bera RT.
Damlaget har blivit spanska mästare fem gånger (2013, 2014, 2015, 2016, 2018, 2020, 2021, 2022).

## Spelare i urval
- Nely Carla Alberto (2001-2004)
- Mihaela Ciobanu (2006-2007)
- Verónica Cuadrado (1999-2002)
- Patricia Elorza (2002–2003, 2012–2015, 2016–2017)
- Beatriz Fernández (2010-2012, 2015-2016)
- Anette Hoffmann (1997–1998)
- Janne Kolling (1997–1999)
- Alexandra Lacrabère (2008–2009)
- Marta López (2016–2017)
- Elisabeth Pinedo (2000–2004, 2011–2016)
- Raphaëlle Tervel (2006–2010)